# NGC 6467
NGC 6467 (ook: NGC 6468) is een spiraalvormig sterrenstelsel in het sterrenbeeld Hercules. Het hemelobject werd op 2 juni 1864 ontdekt door de Duitse astronoom Albert Marth.

## Synoniemen
- UGC 11004
- MCG 3-45-35
- ZWG 112.58
- NPM1G +17.0638
- PGC 60972